# Pharmakovigilanz
Die Pharmakovigilanz (Arzneimittelsicherheit; aus griechisch φάρμακον pharmakon, deutsch ‚Heilmittel, Gift, Zaubermittel‘ und lateinisch vigilantia ‚Wachsamkeit, Fürsorge‘) bedeutet die laufende und systematische Überwachung der Sicherheit eines Fertigarzneimittels für Mensch oder Tier mit dem Ziel, dessen unerwünschte Wirkungen zu entdecken, zu beurteilen und zu verstehen, um entsprechende Maßnahmen zur Risikominimierung ergreifen zu können. Nachfolgend wird im Wesentlichen auf die Pharmakovigilanz in der Humanmedizin eingegangen.
Wenngleich bereits die gesamte klinische Entwicklung eines Arzneimittels neben der Untersuchung der erwünschten Wirkungen auch schon die Sammlung und Erfassung von „unerwünschten Arzneimittelwirkungen“ (UAW, Nebenwirkungen, engl. ADR (adverse drug reactions)) beinhaltet, ist dennoch die Überwachung eines Arzneimittels ab dem Zeitpunkt seiner Marktzulassung von besonderer Bedeutung.
Zum Zeitpunkt der ersten Zulassung sind die Kenntnisse über die Sicherheit eines Arzneimittels naturgemäß nicht vollständig. Bis dahin wurde das Arzneimittel an einer vergleichsweise geringen Patientenzahl klinisch erprobt. Auch sind die Patienten unter speziellen Kriterien für die klinische Prüfung ausgesucht worden und nicht repräsentativ für die erkrankte Bevölkerung. Seltene oder sehr seltene unerwünschte Wirkungen sowie Wechselwirkungen im Zusammenhang mit der Arzneimittelanwendung können in klinischen Studien üblicherweise nicht erkannt werden. Sie sind für die Gesamtbewertung eines neuen Arzneimittels aber von großer Bedeutung. Neue Erkenntnisse über die Sicherheit von Arzneimitteln können sich noch lange Zeit nach ihrer Zulassung ergeben, nicht zuletzt durch die ständige Weiterentwicklung in der medizinischen Wissenschaft.
Ein entsprechendes Vigilanzsystem existiert für Medizinprodukte.

## Definition der WHO
Laut der Definition der Weltgesundheitsorganisation (WHO) umfasst Pharmakovigilanz Folgendes:
- Analyse und Abwehr von Arzneimittelrisiken,
- Aktivitäten, die zur Entdeckung, Beurteilung sowie zum Verständnis und zur Vorbeugung gegen unerwünschte Wirkungen oder andere Probleme in Verbindung mit Arzneimitteln dienen,
- Risikomanagement, Vorbeugung gegen Therapiefehler, Vermittlung von Arzneimittelinformationen,
- Förderung der rationalen Therapie mit Arzneimitteln.

## Bedeutung
Nicht zuletzt die Thalidomid-Tragödie (siehe auch Contergan-Skandal) in den 1960er Jahren war in vielen Ländern der Anlass, Pharmakovigilanzsysteme zu etablieren. Die Gesetzgebung der meisten Länder schreibt daher die systematische Sammlung und Auswertung aller Zwischenfälle vor (und seien es auch nur Verdachtsfälle), die bei einer breiten Anwendung eines Arzneimittels bekannt werden.
Dennoch ist die aktuelle Situation nicht uneingeschränkt zufriedenstellend. So ist nach wie vor nicht nur die Volksgesundheit durch das Auftreten unerwünschter Arzneimittelwirkungen in erschreckendem Ausmaß betroffen, sondern auch die Volkswirtschaft. Unerwünschte Arzneimittelwirkungen führen in hohem Ausmaß zu stationären Aufnahmen oder verlängern diese. Sie liegen in den Todesursachenstatistiken der USA auf den vorderen Plätzen und produzieren viele Hundert Millionen Euro Folgekosten wie z. B. in Deutschland oder Großbritannien. Hinzu kommt, dass dem Thema Arzneimittelsicherheit auch in der medizinischen Ausbildung bislang eine sehr geringe Rolle beigemessen wird.
Unerwartete und unerwünschte Arzneimittelwirkungen provozieren immer wieder Einschränkungen in der Arzneimittelanwendung oder die Einführung bestimmter Sicherheitsvorkehrungen und haben nicht selten die Marktrücknahme des gesamten Produkts zur Folge.
Siehe dazu auch: Marktrücknahmen wegen nachteiligem Nutzen-Risiko-Verhältnis.

## Erfassung von unerwünschten Arzneimittelwirkungen

### Spontanmeldesystem
Spontanmeldesysteme beruhen auf der Sammlung von Meldungen über unerwünschte Arzneimittelwirkungen durch Angehörige der Heilberufe oder auch anderer im Gesundheitswesen tätigen Personen.
In Deutschland begründet sich das System auf der Sammlung der durch die Arzneimittelkommissionen und pharmazeutischen Unternehmer eingehenden Meldungen der Ärzte, Zahnärzte, Tierärzte oder Apotheker bei den zuständigen Stellen. Die Spontanerfassung von unerwünschten Arzneimittelwirkungen ist in der Bundesrepublik seit 1978 als Aufgabe der Arzneimittelkommissionen der Heilberufskammern gesetzlich verankert. Ärzte sind über ihre Berufsordnung zur Meldung von Verdachtsfällen von unerwünschten Arzneimittelwirkungen verpflichtet. Dies wird jedoch oft unterlassen, weil die Nebenwirkungen entweder als bereits bekannt gelten, zu banal erscheinen, dem Arzt der Kausalzusammenhang zu unsicher erscheint und das Meldeverfahren unzureichend bekannt ist oder zu wenig Zeit für eine Meldung vorhanden ist. Die niedrigen Meldequoten (5–10 %, bzw. 2–5 %), die zudem oft fehlerhaft sind, führen dazu, dass die Häufigkeit des Auftretens unerwünschter Arzneimittelwirkungen nicht sicher ermittelt werden kann. Kritiker stufen daher das Spontanmeldesystem, wie es in Deutschland praktiziert wird, als ineffizient ein und fordern die Etablierung zusätzlicher Systeme.
Grundsätzlich vorteilhaft am Spontanmeldesystem ist hingegen, dass eine große Basispopulation überwacht wird, einschließlich der in Studien meistens ausgeschlossenen Personengruppen wie Kinder, alte Menschen und Schwangere. Die Beobachtung erfolgt dauerhaft und über das gesamte Arzneimittelspektrum, der finanzielle Aufwand ist gering.

### Intensivierte UAW-Erfassung
Eine intensivierte Erfassung erfolgt über speziell geschulte Kräfte. Sie sollen die Systeme mit niedrigen Meldefrequenzen ergänzen. Sie untersuchen begrenzte Populationen über einen bestimmten Zeitraum.

### Prescription-Event-Monitoring (PEM)
Das Prescription-Event-Monitoring (PEM) ist ein intensiviertes Spontanerfassungsprogramm und wird beispielsweise in Großbritannien angewendet. Nach der Markteinführung eines Arzneimittels werden die ersten 10.000 behandelten Patienten identifiziert, und jede unerwünschte Arzneimittelwirkung wird erfasst. Aufgrund der großen Patientenzahl werden auch seltene Nebenwirkungen (treten definitionsgemäß bei einem von 1000 bis 10.000 Anwendern auf) erfasst. Die verschreibenden Ärzte werden von einer zentralen Stelle aus angeschrieben und berichten in bestimmten Abständen nach der Erstverschreibung des Arzneimittels über das Auftreten jeglicher Zwischenfälle, die bei dem entsprechenden Patienten seitdem eingetreten sind. Das PEM ist nicht-interventionell, das heißt, der Arzt wird in der Wahl seiner Verschreibung nicht beeinflusst. Die Methode erfordert vollständige Verschreibungsdaten aus der untersuchten Region.

### Nationale Pharmakovigilanzzentren
In der Regel in Ergänzung zum Spontanmeldesystem kann beispielsweise bei Krankenhausaufnahmen, schweren Krankheitsbildern oder in spezifischen Patientengruppen (z. B. bei Schwangeren und Stillenden) gezielt nach UAW gesucht werden. In Frankreich erfolgt eine dezentrale Erfassung von unerwünschten Arzneimittelwirkungen durch 32 „Centres régionaux de Pharmacovigilance“, die an Universitäten und Krankenhäuser angegliedert sind und UAW-Meldungen von den dort tätigen Ärzten und Krankenpflegern entgegennehmen, aber auch von niedergelassenen Ärzten der Region. Sie werden zentral durch die Arzneimittelbehörde („Agence du Medicament“), die eine nationale Datenbank unterhält, ausgewertet. Für Deutschland wurde die Einrichtung von Pharmakovigilanzzentren im Zuge der 12. AMG-Novelle in § 62 eingeführt. Die Risikoerkennung und -bewertung von Arzneimitteln nach deren Markteinführung wird seitdem durch den Aufbau eines Netzes regionaler Pharmakovigilanzzentren verbessert. Das Pharmakovigilanzkonzept der Schweiz beinhaltet die Einrichtung von sechs regionalen Pharmakovigilanzzentren, die den Auftrag haben, unerwünschte Arzneimittelwirkungen zu erfassen, zu beurteilen und an die Pharmakovigilanzstelle des Schweizerischen Heilmittelinstituts Swissmedic weiterzuleiten.

### Kontrollierte Studien
Durch groß angelegte Studien wie kontrollierte epidemiologische Studien und prospektive Kohortenstudien kann die Häufigkeit unerwünschter Arzneimittelwirkungen besser quantifiziert werden, und es können insbesondere auch unbekannte Arzneimittelwirkungen erkannt werden. Allerdings sind sie auf Grund der notwendigerweise großen Patientenzahl teuer und aufwändig. Bevölkerungsrepräsentative pharmakoepidemiologische Studien sind für die Bewertung von Meldungen der UAW von erheblicher Bedeutung, da sie die einzige Möglichkeit bieten, die tatsächliche Exposition der Bevölkerung gegenüber Arzneimitteln korrekt zu beschreiben. Einzelheiten dazu finden sich im Artikel Pharmakoepidemiologie.

## Signalerkennung und -management
Die Signaldetektion ist ein früher und bedeutsamer Schritt in der Erkennung von neuen Arzneimittelrisiken. Ein Signal ist definiert als „Information über einen möglichen ursächlichen Zusammenhang zwischen einem unerwünschten Ereignis im Zusammenhang mit der Gabe eines Arzneimittel, wobei der Zusammenhang zuvor unbekannt oder unvollständig dokumentiert war.“ Nicht jede neue Information ist jedoch gleich ein Signal. Auch bedeutet nicht jedes bestehende Signal, dass ein Arzneimittel das aufgetretene unerwünschte Ereignis verursacht hat. Ebenso könnte die Ursache eine Krankheit oder ein anderes Medikament sein, das vom Patienten eingenommen wird. In einer Kette aus Prozessschritten – Signalerkennung, Signalvalidierung, Signalbestätigung, Signalanalyse und -priorisierung sowie Signalbewertung, in der Summe Signalmanagement genannt – wird geprüft, ob ein kausaler Zusammenhang zwischen dem Arzneimittel und dem gemeldeten unerwünschten Ereignis besteht. Gegebenenfalls resultieren Empfehlungen für Maßnahmen, um das Risiko zu minimieren. Die Zuständigkeiten innerhalb des Signalmanagements sind für Zulassungsinhaber wie auch die jeweils zuständigen Regulierungsbehörden (EMA, FDA, andere nationale Arzneimittelbehörden) in den jeweiligen Rechtsvorschriften geregelt.

## Pharmakovigilanz in der EU

### Rechtsgrundlage
Die rechtliche Basis für die Etablierung eines Arzneimittelsicherheits-Systems in der EU bildet die Richtlinie 2001/83/EG des Europäischen Parlaments und des Rates zur Schaffung eines Gemeinschaftskodexes für Humanarzneimittel von 2001. Deren Überarbeitung im Jahr 2004 betraf noch einmal wesentlich die Pharmakovigilanz. Für pharmazeutische Unternehmer hatte sie über die bereits bestehenden Vorschriften hinaus zur Folge, dass nunmehr mit dem Zulassungsantrag für ein Arzneimittel eine detaillierte Beschreibung des vorgesehenen Pharmakovigilanz-Systems und ein Maßnahmenplan zur Risikoüberwachung eingereicht werden muss. Die Richtlinien für die praktische Umsetzung der EU-Anforderungen seitens der pharmazeutischen Unternehmer, der nationalen Arzneimittelbehörden und der europäischen Arzneimittelagentur unter Einbeziehung internationaler Standards wurden 2007 neu gefasst und wurden im September 2008 in der Endversion als eigenständiger Band veröffentlicht. 2011 ergaben sich durch das EU-Pharmapaket für die Überwachung von Arzneimittelrisiken neue wesentliche Änderungen, die für EU-Zulassungen (durch die Verordnung (EG) Nr. 726/2004) im Juli 2012 und für nationale Zulassungen (in Deutschland etwa mit der 16. Novellierung des Arzneimittelgesetzes im Oktober 2012) rechtsverbindlich wurden. Vorgaben für die wichtigsten Prozesse werden durch die von der European Medicines Agency (Europäische Arzneimittelagentur, EMA) veröffentlichte und aus 16 Modulen bestehende Guideline on Good Pharmacovigilance Practices (GVP) konkretisiert.

### Arbeit der Behörden
2002 beschlossen die Leiter der Zulassungsbehörden für Human- und Tierarzneimittel der EU-Mitgliedstaaten (Heads of Medicines Agencies, HMA) gemeinsam die Errichtung einer Ad-hoc-Arbeitsgruppe zur Strategieentwicklung für ein europäisches Risiko-Management-System (European Risk Management Strategy, ERMS).
Eine Arbeitsgruppe der europäischen Arzneimittelagentur beschäftigt sich ausführlich mit den zahlreichen Aspekten der Arzneimittelsicherheit und erlässt entsprechende Richtlinien. So muss beispielsweise ab September 2007 für Prüfarzneimittel, die erstmals am Menschen angewendet werden, zuvor eine gründliche Risikoabschätzung durchgeführt werden.

### Informationsübermittlung, Datenbanken
In der EU sind pharmazeutische Unternehmer verpflichtet, Meldungen über unerwünschte Arzneimittelwirkungen auf elektronischem Weg an ihre jeweils zuständige nationale Arzneimitteloberbehörde zu berichten. Diese leiten sie an die europäische Arzneimittelagentur weiter, die für alle EWR-Mitgliedstaaten die einheitliche Erfassung, Sammlung und Auswertung über das Netzwerk EudraVigilance koordiniert und zentral archiviert. Gepflegt wird je eine Datenbank für Fälle aus dem humanmedizinischen und aus dem veterinärmedizinischen Bereich. Zum Zweck einer einheitlichen Klassifizierung der beobachteten unerwünschten Arzneimittelwirkungen und einer einheitlichen elektronischen Informationsübermittlung wurden im Rahmen der International Conference on Harmonisation of Technical Requirements for Registration of Pharmaceuticals for Human Use (ICH) einerseits die medizinische Terminologie (MedDRA) sowie auch das Übermittlungsformat (E2B) standardisiert.
EudraVigilance ist eine wesentliche Grundlage der Arzneimittelsicherheit in Europa, da basierend auf einer standardisierten und breiten Datenlage Risiken früher und besser erkannt und entsprechende Maßnahmen ergriffen werden können.

### Situation in Deutschland
In Umsetzung der Richtlinie 2001/83/EG verpflichtet das deutsche Arzneimittelgesetz (AMG) die Pharmaunternehmen umfassend zur Dokumentation und Meldung aller Verdachtsfälle von unerwünschten Arzneimittelwirkungen (§ 63b AMG). Je nach Schwere und regionaler Herkunft sind die Verdachtsfälle kurzfristig (unverzüglich, spätestens aber nach 15 Tagen) an die zuständige Arzneimittelbehörde zu melden oder aber im Rahmen der Einreichung regelmäßig aktualisierter Unbedenklichkeitsberichte (englisch Periodic Safety Update Report, PSUR), die nach § 63d AMG in vorgeschriebenen Zeitabständen der Arzneimittelbehörde vorzulegen sind.
Pharmaberater sind insbesondere verpflichtet, Mitteilungen von Ärzten über Nebenwirkungen und Gegenanzeigen oder sonstige Risiken bei Arzneimitteln schriftlich aufzuzeichnen und an ihre Unternehmen weiterzuleiten (§ 76 AMG).
Ärzte sind über ihre Berufsordnung, aber nicht gesetzlich (Ausnahme: Impfkomplikationen, siehe nächsten Absatz) verpflichtet, Neben- und Wechselwirkungen zu melden. Apotheker sind nach § 21 Apothekenbetriebsordnung und über ihre Berufsordnung  verpflichtet, Arzneimittelrisiken zu melden.
Das Meldewesen für Verdachtsfälle von ungewöhnlichen Impfkomplikationen wird in Deutschland seit dem 1. Januar 2001 durch das Infektionsschutzgesetz (IfSG) geregelt. Seitdem gilt für Ärzte, Heilpraktiker und andere medizinische Berufe eine gesetzliche Meldepflicht: Jeder Verdachtsfall ist zu melden, d. h., nicht der Meldende nimmt die Bewertung eines möglicherweise ursächlichen Zusammenhangs vor, sondern die zuständige Bundesoberbehörde.

### Maßnahmen zur Risikoabwehr – Pharmakovigilanzverfahren
Die Maßnahme zur Risikoabwehr in z. B. Deutschland ist das Stufenplanverfahren nach § 63 AMG. Auf EU-Ebene existiert das „Verfahren zur Aussetzung oder Widerruf einer Genehmigung für das Inverkehrbringen“ gemäß Artikel 31 bzw. 36 der Richtlinie 2001/83/EG.
In beiden Fällen müssen die pharmazeutischen Unternehmer vor den zuständigen Behörden (Deutschland: Bundesinstitut für Arzneimittel und Medizinprodukte, BfArM, oder Paul-Ehrlich-Institut, PEI) bzw. zuständigen Gremien (EU: Ausschuss für Risikobewertung im Bereich der Pharmakovigilanz der Europäischen Arzneimittelagentur) angehört werden.

### Schwarzes Dreieck
Ein schwarzes Dreieck mit der Spitze nach unten und ein kurzer Begleittext kennzeichnen seit September 2013 diejenigen Arzneimittel, die einer zusätzlichen Überwachung in der Pharmakovigilanz unterliegen. Hierzu zählen:
- alle nach dem 1. Januar 2011 zugelassenen Arzneimittel, die einen neuen Wirkstoff enthalten,
- alle nach dem 1. Januar 2011 zugelassenen biologischen Arzneimittel wie Impfstoffe, monoklonale Antikörper oder aus Plasma gewonnene Arzneimittel,
- Arzneimittel, für die nach der Zulassung weitere Daten erforderlich sind oder deren Zulassung bestimmten Bedingungen in Bezug auf ihre sichere und wirksame Anwendung unterliegt.

Die Europäische Arzneimittel-Agentur (EMA) hat im April 2013 eine erste Liste von Medikamenten unter zusätzlicher Überwachung veröffentlicht, die monatlich aktualisiert wird. Das schwarze Dreieck ist in der Fachinformation und der Packungsbeilage/Gebrauchsinformation angebracht, jedoch nicht auf der Verpackung.
Hintergrund der Kennzeichnung sind unter anderem die noch begrenzten Kenntnisse und Erfahrungen zu Risiken bei neuen Medikamenten. Bisher sind neu zugelassene Arzneimittel oder Arzneimittel mit einem besonderen Sicherheitsprofil nicht ohne Weiteres als solche erkennbar. Ärzte, Apotheker und Patienten sollen durch das schwarze Dreieck darauf aufmerksam gemacht werden, dass besonders bei diesen Arzneimitteln eventuell auftretende Nebenwirkungen berichtet werden sollen. Das Nebenwirkungspotenzial eines Medikamentes kann somit rascher erkannt werden.

## Internationale Zusammenarbeit
Auf internationaler Ebene existiert das WHO Programme for International Drug Monitoring, das 1961 als Reaktion auf die Thalidomid-Tragödie gegründet wurde. Es ist ein Netzwerk zur Sammlung, Archivierung und Publikation unerwünschter Arzneimittelwirkungen, an dem derzeit 110 Staaten offiziell und 30 Staaten als assoziierte Mitglieder teilnehmen. Das Zentrum des Berichtsystems ist seit 1978 das Uppsala Monitoring Centre (UMC) der WHO in Schweden. Die von dort betriebene Datenbank „VigiBase“ enthält bereits über 7 Millionen Fallberichte (Case reports), die seit 1968 aus über 100 Ländern eingegangen sind.
Die derzeit international agierenden Fachgesellschaften, die sich mit dem Forschungsgegenstand der Pharmakovigilanz auf ihren jährlich stattfindenden internationalen Tagungen und mit Angeboten der Fortbildung auf diesem Gebiet beschäftigen, sind die International Society of Pharmacovigilance (ISoP) und die International Society for Pharmacoepidemiology (ISPE).